# 해룡 축구단
해군 축구단은 해군 소속 축구단으로 실업축구에 참가하였다. 1950년대에 해체되었다가 1971년도에 다시 부활의 움직임이 있었으며 1973년 해병대 사령부가 해군으로 통합되면서 그 해 12월 해병대 축구단이 해군 축구단으로 이관되었다. 그 후 1982년 해룡 축구단으로 개명하였으며 1984년 1월 국군체육부대로 통합되면서 육군 축구단, 공군 축구단 등과 함께 상무 축구단이 되었다.

## 유명 선수
- 박병철

### 해병대 출신[1]
- 허정무
- 조영증
- 이용수

[1]1973년 해군과 해병대가 통합된 이 후 해병대로 입대한 선수들은 해군 축구단에서 복무

## 같이 보기
- 육군 특무부대 축구단
- 육군 첩보부대 축구단
- 육군 병참단 축구단
- 육군 헌병감실 축구단
- 육군 공병단 축구단
- 육군 축구단
- 공군 축구단
- 국군체육부대
- 상주 상무 축구단
- 국군기무사령부